# 博霍爾特 (德國)
博霍尔特（德語：Bocholt，發音：[ˈbɔxɔlt]）是德国北莱茵-威斯特法伦州明斯特行政区博尔肯县的城市，面积119.4平方千米，2023年12月31日人口为72,409人。